# المركز الوطني للحاسوب للتعليم العالي (فرنسا)

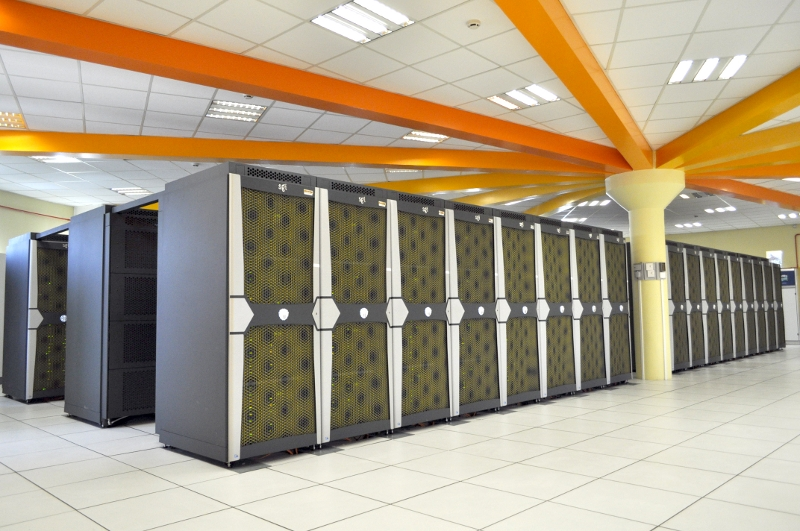
حاسوب جايد سيليكون غرافيكس ألتيكس العملاق في معرض المركز الوطني للحاسوب للتعليم العالي

المركز الوطني للحاسوب الآلي للتعليم العالي ( CINES )، ومقره في مونبلييه، هو مؤسسة عامة تحت إشراف وزارة التعليم العالي والبحث العلمي ( MESR ) تم إنشاؤها بموجب مرسوم صدر في عام 1999. يقدم المركز خدمات تكنولوجيا المعلومات للأبحاث العامة في فرنسا . وهو أحد أهم المراكز الوطنية لتوفير الطاقة الحاسوبية للأبحاث في فرنسا.
لدى المركز ثلاث مهام: 
- الحوسبة عالية الأداء على أجهزة الكمبيوتر العملاقة
- الأرشفة الدائمة للوثائق الإلكترونية
- استضافة المعدات الحاسوبية الوطنية.

## أنظر أيضاً
- الحوسبة الفائقة في أوروبا

- مركز أبحاث وتكنولوجيا الحوسبة (فرنسا)

## روابط خارجية
- الصفحة الرئيسية لسينيس

43°38′07″N 3°50′29″E / 43.63528°N 3.84139°E